# Gary Kurtz (mentaliste)
Pour les articles homonymes, voir Gary Kurtz et Kurtz.
Gary Kurtz est un mentaliste d'origine allemande né en Ontario en 1961. Homme de spectacle, il joue d'humour, de confusion, de tours de magie et des techniques de l'illusion. 

## Biographie
(septembre 2023).
 (septembre 2023).
Si vous disposez d'ouvrages ou d'articles de référence ou si vous connaissez des sites web de qualité traitant du thème abordé ici, merci de compléter l'article en donnant les références utiles à sa vérifiabilité et en les liant à la section « Notes et références ».
Gary Kurtz a vécu en Colombie-Britannique et en Ontario. Il s'est installé à Montréal en 1988. Il a été danseur confirmé pendant dix ans à Toronto, Vancouver et Montréal (Montréal Danse) puis chorégraphe.
Avant d'être connu du grand public, Gary Kurtz a longtemps été un magicien superstar du monde de la magie. En effet, Gary Kurtz a toujours été reconnu par ses pairs pour ses talents en micromagie. Il a toujours été une référence en ce qui a trait à la magie avec les pièces de monnaie (coins magic) en plus d'être un impressionnant prestidigitateur avec les cartes.
Il a produit pour les magiciens, 2 vidéos/DVD de micromagie (Let's Get Flurious et Creating Magic) ainsi qu'un livre sur son répertoire de magie (Unexplainable Acts), tous ayant obtenu un énorme succès de vente auprès des magiciens à travers le monde.
En avril 2002, Gary Kurtz présente son premier spectacle Juste une illusion ?, présenté plus de 500 fois devant plus de 500 000 spectateurs. 
En décembre 2003, la chaîne française M6 consacre à Gary Kurtz un spécial télé animé par Laurent Boyer. Cette émission tournée en France est alors diffusée sur le Réseau TVA le 21 décembre. Gary Kurtz, jusqu'alors inconnu du grand public québécois, devient le phénomène de l'heure. 
Il entame une tournée de 80 villes en France, en Suisse et en Belgique. Le Figaro et Le Monde publient des critiques[réf. souhaitée]. Kurtz se produit 15 soirs à l'Européen, à Paris et des supplémentaires sont ajoutées au Bataclan et au Théâtre Marigny. De retour au Québec, il présente 42 fois son spectacle à guichet fermé[réf. souhaitée].
En 2005, le Réseau TVA diffuse une nouvelle émission spéciale intitulée Gary Kurtz II où Kurtz et Laurent Baffie, un animateur de Tout le monde en parle en France, découvrent ensemble le monde du mentalisme.

## Associés
Gary Kurtz est membre de l'Alliance des magiciens professionnels, une association créée avec neuf autres magiciens en 1999 au Québec :
- Merlinpinpin : fête d'enfants
- Marc Descartes : micromagie
- Sac à Malice : spectacle scolaire
- Danys Hamel : sorcier
- Max le magicien : magie comédie et pickpocket
- Vincent Mentalo : astro-magie

## La polémique en France
Il a été critiqué notamment par le magicien Gérard Majax pour son usage du terme de mentaliste, entre autres lors de la diffusion en France de l'émission sur M6 avec Laurent Boyer, qui y prétendait avoir « vérifié qu’il n’y avait aucune tricherie »,  avec le concours de la production de Caméra Café, dont le producteur, M. Robin, est aussi celui du spectacle de Gary Kurtz.

## Publications

### Livres
- (en) Unexplainable Acts
- (fr) Invraisemblance(s), 128 p. (traduction française de Unexplained Acts)

### DVD de son spectacle
- Juste une illusion ?, DVD lancé le 14 novembre 2006, Studio Canal, Distribution : Universal Music France.
- le spectacle et supplément : Making of de la tournée (15 min) - les coulisses du Théâtre Marigny (10 min) - rencontre de Gary Kurtz avec Bruno Solo et Yvan Le Bolloc'h (20 min).